# Рубен Невіш
Рубен Невіш (порт. Rúben Neves, нар. 13 березня 1997, Санта-Марія-да-Фейра) — португальський футболіст, півзахисник саудівського клубу «Аль-Хіляль» та національної збірної Португалії.

## Клубна кар'єра

### «Порту»
Народився 13 березня 1997 року в місті Санта-Марія-да-Фейра. Вихованець футбольної школи клубу «Порту». 15 серпня 2014 року у віці 17 років дебютував у складі головної команди клубу, вийшовши на поле у грі проти «Марітіму», яку «Порту» виграв з рахунком 2:0. Один з голів у матчі забив Невеш, ставши таким чином наймолодшим гравцем, який відзначив свій дебют за клуб з Порту забитим голом.

### «Вулвергемптон»
8 липня 2017 «Вулвергемптон» анонсував трансфер Рубена за 15,8 млн фунтів стерлінгів. Перший гол за «вовків» забив 15 серпня у виїзному переможному матчі проти «Галл Сіті» (2:3).

## Виступи за збірні
2012 року дебютував у складі юнацької збірної Португалії, взяв участь у 13 іграх на юнацькому рівні, відзначившись 2 забитими голами.
У серпні 2014 року 17-річний гравець отримав свій перший виклик до складу молодіжної збірної Португалії.
З 2015 року виступає за національну збірну Португалії

## Титули і досягнення
- Чемпіон Саудівської Аравії (1):

«Аль-Гіляль»: 2023-24
- Володар Королівського кубка Саудівської Аравії (1):

«Аль-Гіляль»: 2023-24
- Володар Суперкубка Саудівської Аравії (2):

«Аль-Гіляль»: 2023, 2024
Збірні
- Переможець Ліги націй УЄФА: 2018-19, 2024-25